# Bell UH-1Y Venom
El Bell UH-1Y Venom es un helicóptero utilitario de tamaño medio fabricado por Bell Helicopter en Estados Unidos.

## Desarrollo
El Venom está actualmente en producción para reemplazar a la antigua flota de helicópteros utilitarios Bell UH-1N Twin Huey del Cuerpo de Marines de Estados Unidos, introducidos a principios de la década de 1970. Originalmente, los UH-1Y iban a ser refabricados con células de UH-1N, pero en abril de 2005 fueron aprobados para ser construidos como helicópteros nuevos.

### Componentes
Referencias: militaryaerospace.com

#### Electrónica
| Sistema      | País | Fabricante | Notas                        |
| ------------ | ---- | ---------- | ---------------------------- |
| Red de datos |      |            | MIL-STD-1553B, Fast Ethernet |

#### Armamento

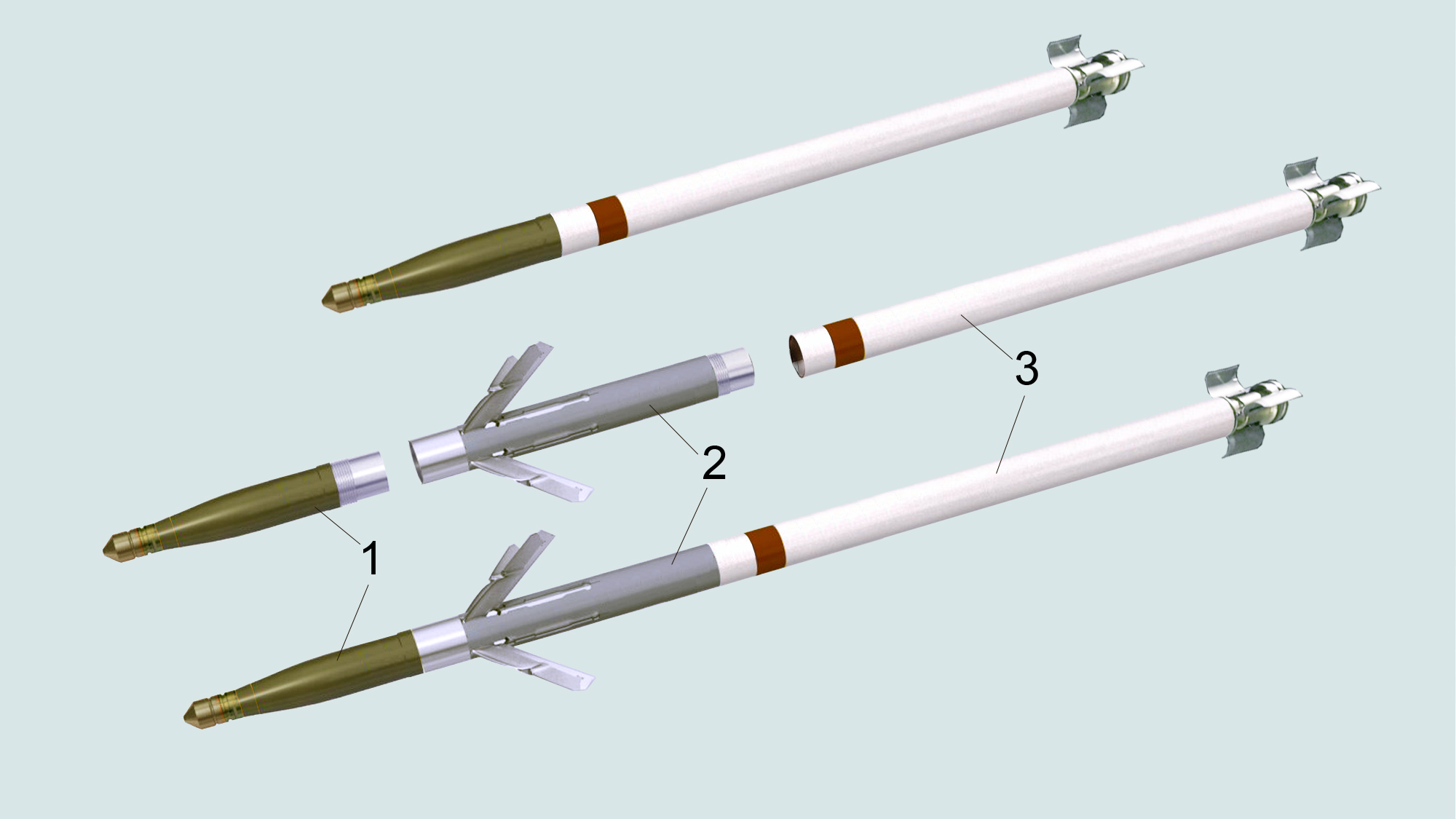
Hydra 70 + WGU-59/B = APKWS.

| Sistema                                            | País           | Fabricante       | Notas                         |
| -------------------------------------------------- | -------------- | ---------------- | ----------------------------- |
| Ametralladora (opción)                             | Bélgica        | FN Herstal       | 2 × FN MAG de 7,62 mm         |
| Ametralladora (opción)                             | Estados Unidos | Dillon Aero      | 2 × M134D rotativo de 7,62 mm |
| Ametralladora (opción)                             | Estados Unidos | General Dynamics | 2 × Browning M2 de 12,7 mm    |
| Cohete aire-tierra Hydra 70 de 70 mm               | Estados Unidos | General Dynamics |                               |
| Kit de guiado láser WGU-59/B para cohetes Hydra 70 | Estados Unidos | BAE Systems      |                               |

#### Propulsión
| Sistema | País           | Fabricante       | Notas            |
| ------- | -------------- | ---------------- | ---------------- |
| Motor   | Estados Unidos | General Electric | 2 × T700-GE-401C |

## Operadores
República Checa
- Fuerza Aérea del Ejército de la República Checa: en septiembre de 2020 se ordenaron 8 unidades. Se espera que se entreguen en noviembre de 2023.[7]

 Estados Unidos
- Cuerpo de Marines de los Estados Unidos: 60 en servicio.

## Especificaciones
Referencia datos: Bell UH-1Y guide, The International Directory of Civil Aircraft

### Características generales
- Tripulación: 1 o 2 pilotos, un jefe de tripulación, y otros miembros de la tripulación si la misión lo requiere
- Capacidad: 10 pasajeros en asientos a prueba de choques, 6 literas o carga equivalente
- Carga: 3020 kg
- Longitud: 17,8 m (58,3 ft)
- Diámetro rotor principal: 14,9 m (48,8 ft)
- Altura: 4,5 m (14,8 ft)
- Área circular: 168 m² (1808,4 ft²)
- Peso vacío: 5370 kg (11 835,5 lb)
- Peso útil: 3020 kg (6656,1 lb)
- Peso máximo al despegue: 8390 kg (18 491,6 lb)
- Planta motriz: 2× Turboeje General Electric T700-GE-401C.
  - Potencia: 1360 kW durante 2,5 min; 1150 kW (1546 hp) continuos cada uno.

### Rendimiento
- Velocidad nunca excedida (Vne): 366 km/h (227 MPH; 198 kt)
- Velocidad máxima operativa (Vno): 304 km/h (189 MPH; 164 kt) durante 30 minutos
- Velocidad crucero (Vc): 293 km/h, 250 km/h para largo alcance
- Alcance: 241 km con 990 kg de carga
- Techo de vuelo: 6100 m (20 013 ft)
- Régimen de ascenso: 12,8 m/s (2520 ft/min)

### Armamento
- Ametralladoras: 

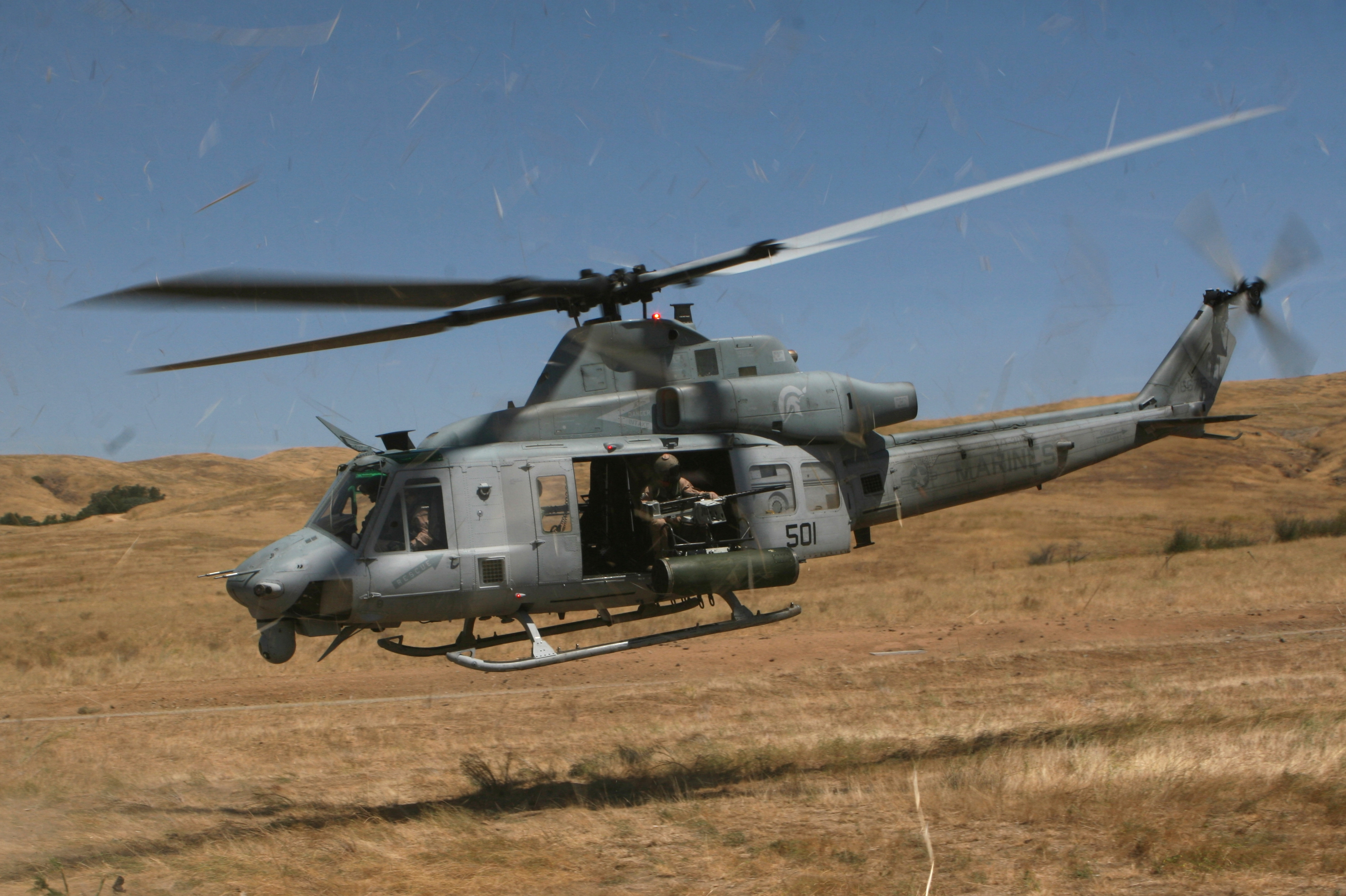
UH-1Y Venom del Escuadrón 303 de entrenamiento de los Marines en Camp Pendelton, año 2008.

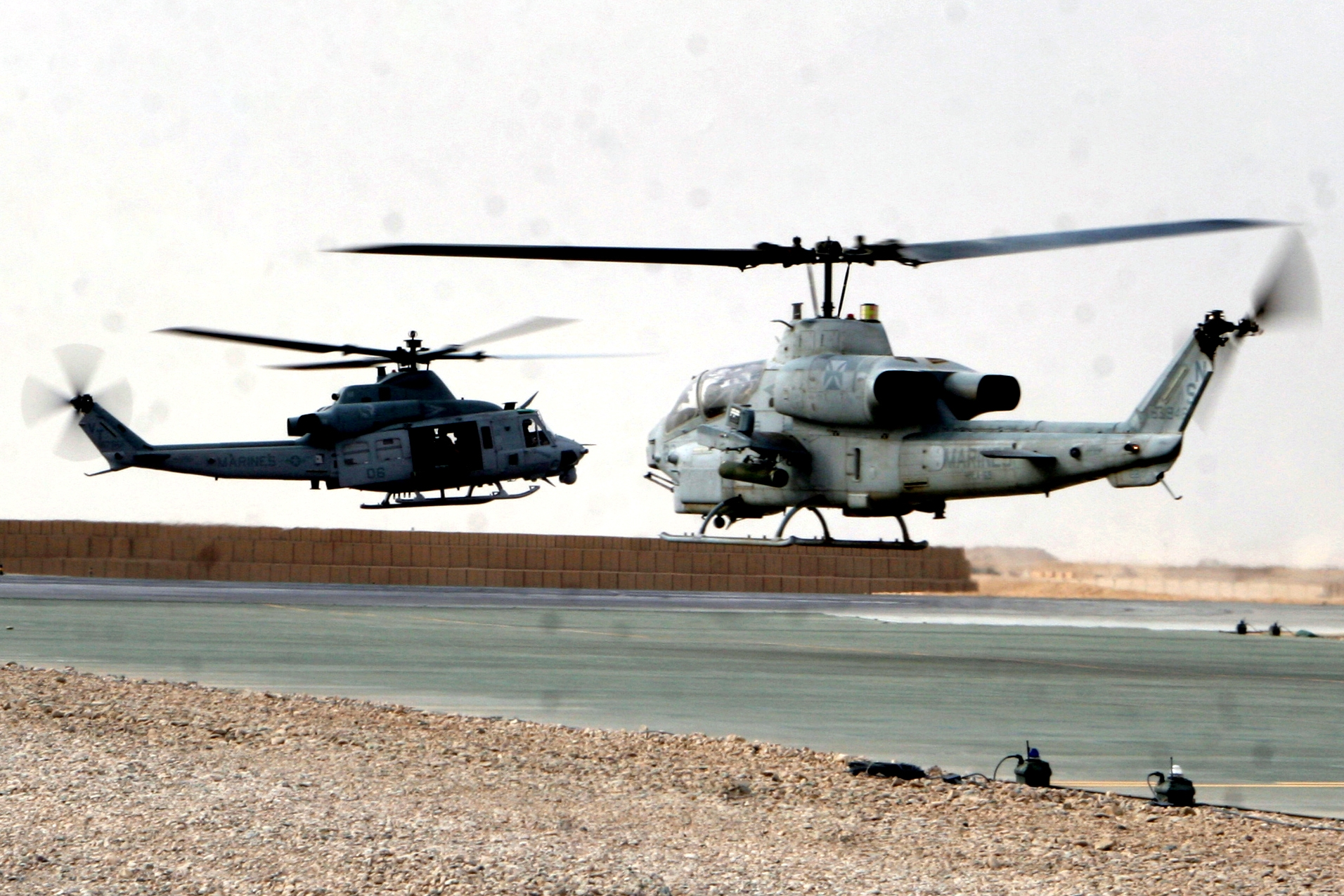
UH-1Y Venom junto a un AH-1W SuperCobra en Afganistán, 2009.

  - 2x ametralladoras M240D de 7,62 mm, GAU-16/A de 12,7 mm (.50 BMG), o GAU-17/A rotativas de 7,62 mm en sendos afustes laterales
- Cohetes: 

  - 2x contenedores de cohetes Hydra 70 de 70 mm en sendos soportes laterales

## Aeronaves relacionadas

### Desarrollos relacionados
- Bell UH-1 Iroquois
- Bell UH-1N Iroquois
- Bell AH-1 SuperCobra
- Bell AH-1Z Viper
- Bell 204/205
- Bell 212
- Bell 214
- Bell 412

### Secuencias de designación
- Secuencia H-_ (Helicópteros estadounidenses, redesignación de 1962 usando números antiguos): H-1 (UH-1/N/Y, AH-1/J/T/W/Z) - H-2/G/Tomahawk - H-3 (SH-3, CH-3/HH-3) - H-4 →